# برنارد لوني
برنارد لوني (بالإنجليزية: Bernard Looney)‏، من مواليد 1970، هو رجل أعمال إيرلندي ومدير تنفيذي لشركة بريتيش بتروليوم (بي بي)، وخلال فترة عمل كرئيس تنفيذي لهذه الشركة، وعد بإنهاء علاقة شركة بريتيش بتروليوم مع روسنفت، عملاق الطاقة الروسي المملوك للدولة بسبب الغزو الروسي لأوكرانيا في عام 2022. حيث كان لوني عضوًا في مجلس إدارة روسنفت حتى فبراير 2022.

## النشأة
وُلد لوني في مقاطعة كيري، ونشأ في مزرعة ألبان صغيرة في أشجروف، بالقرب من كينمار [الإنجليزية]. كان أول من التحق بالجامعة في عائلته. حصل لوني على درجة علمية في الهندسة الكهربائية من كلية دبلن الجامعية وماجستير في الإدارة من كلية الدراسات العليا في إدارة الأعمال بجامعة ستانفورد [الإنجليزية]. وهو زميل الأكاديمية الملكية للهندسة [الإنجليزية] وزميل معهد الطاقة.

## حياته المهنية
عمل لوني، الذي قضى مسيرته المهنية بأكملها في شركة بي بي، في مجالات الإنتاج الأساسية والحفر في بحر الشمال وفيتنام والمكسيك، وشغل أدوارًا تنفيذية أخرى قبل أن يتولى قيادة قسم الإنتاج في عام 2016.
في أكتوبر 2019، أُعلن أن لوني سيخلف بوب دودلي في منصب الرئيس التنفيذي للمجموعة في فبراير 2020.
باع لوني أسهم شركة بي بي بقيمة 7.8 مليون جنيه إسترليني في فبراير وأبريل عام 2019. وكان واحدًا من خمسة موظفين في شركة بي بي الذين حضروا كممثلين عن موريتانيا في مؤتمر الأطراف السابع والعشرين لاتفاقية الأمم المتحدة الإطارية بشأن تغير المناخ. وقد أعرب نشطاء من منظمة الشاهد العالمي عن انتقادهم لحضور لوني وغيره من المسؤولين في شركات الوقود الأحفوري، وذلك لدورهم في تأثير هذه الشركات على المؤتمر.
في مارس 2023، أُعلن أن لوني تلقى حزمة رواتب 2022 بقيمة 10 ملايين جنيه إسترليني، أي أكثر من ضعف ما حصل عليه في العام السابق. تضمنت الحزمة راتبًا قدره 1.4 مليون جنيه إسترليني، ومكافأة قدرها 2.4 مليون جنيه إسترليني، ومكافأة سهم بقيمة 6 ملايين جنيه إسترليني، بالإضافة إلى مزايا. وقد انتقدتها منظمة السلام الأخضر ومنظمة الشاهد العالمي، التي شككت في مدى ملاءمة مثل هذه الزيادة في حين أن فواتير الطاقة تكافح بعض العائلات لدفعها.

### الرد على الغزو الروسي لأوكرانيا عام 2022
نظرًا لحصة شركة بي بي البالغة 20٪ في شركة روسنفت للنفط المقرّة في موسكو، فقد عمل لوني سابقًا مع إيغور سيتشين [الإنجليزية]، الرئيس التنفيذي والرئيس ورئيس مجلس إدارة الإدارة التنفيذية لشركة روسنفت.
في 25 فبراير 2022، انخرط لوني في محادثات مع وزير الدولة البريطاني للأعمال [الإنجليزية]، كواسي كوارتنج. وبحسب ما ورد طلبت حكومة المملكة المتحدة من لوني التخلي عن حصة شركة بريتيش بتروليوم البالغة 20٪ في شركة النفط الروسية المملوكة للدولة روسنفت، والتي لها علاقات قوية مع الأوليغارشية الروسية والكرملين، في أعقاب الغزو الروسي لأوكرانيا.

## الحياة الشخصية
يعيش لوني في وسط لندن، إنجلترا.